# Suzanne Danco
Suzanne Danco (Bruxelles, 22 gennaio 1911 – Fiesole, 10 agosto 2000) è stata un soprano e mezzosoprano belga.

## Biografia
Si diploma al conservatorio della sua città; il suo esordio iniziale è da mezzosoprano, per poi affermarsi come soprano.
Nel 1940 è la voce lontana nella prima assoluta di Volo di notte (opera) di Dallapiccola diretta da Fernando Previtali con Frank Valentino al Teatro della Pergola di Firenze e nel 1941 la terza maschera in Giulietta e Romeo (Zandonai) diretta dal compositore con Sara Scuderi e Karolka in Genoveffa o La sua figlia adottiva (Jenůfa) diretta da Franco Capuana con Gina Cigna al Teatro La Fenice di Venezia.
Nel 1942 è Donna Elvira in Don Giovanni (opera) diretta da Herbert von Karajan con Maria Caniglia, Mafalda Favero, Francesco Albanese, Mariano Stabile (cantante), Tancredi Pasero, Andrea Mongelli ed Italo Tajo al Teatro della Pergola e la voce lontana in Volo di notte diretta da Previtali con Giuseppe Taddei al Teatro dell'Opera di Roma.
Al Grand Théâtre di Ginevra nel 1943 è Rosina ne Il barbiere di Siviglia (Rossini) con Enrico Molinari.
Nel 1944 è Dorabella in Così fan tutte diretta da Vittorio Gui con Margherita Carosio, Gino Del Signore e Tajo al Teatro della Pergola e canta Sex carmina Alcalei di Dallapiccola diretta da Previtali per l'EIAR.
Ancora a Ginevra nel 1945 è Fiordiligi in Così fan tutte con Giulietta Simionato e nel 1946 è Marienka ne La sposa venduta diretta da Ernest Ansermet.
Nel 1947 è Isabella ne L'italiana in Algeri diretta da Ettore Gracis con Vincenzo Bettoni alla Fenice e debutta al Teatro alla Scala di Milano come Ellen Orford nella prima di Peter Grimes diretta da Tullio Serafin con Giacinto Prandelli, Del Signore, Scipio Colombo ed Enrico Campi seguita da Fiordiligi in Così fan tutte con la Simionato e Petre Munteanu ed Euridice in Orfeo ed Euridice (Gluck) con Ebe Stignani e nel 1948 da Donna Elvira in Don Giovanni diretta da Karl Böhm con Maria Cebotari e Pasero (cantata anche a Roma), la principessa nella prima di L'Enfant et les sortilèges diretta da Victor de Sabata e Giocasta nella prima di Oedipus Rex (Stravinskij) diretta da Nino Sanzogno con Mario Petri, Ettore Bastianini ed Edoardo Toniolo.
Per il Glyndebourne Festival Opera debutta nel 1948 come Fiordiligi in Così fan tutte diretta da Gui con la Royal Philharmonic Orchestra, Munteanu, Erich Kunz, Stabile e Hilde Güden in Edimburgo e nel 1951 Donna Elvira in Don Giovanni diretta da Fritz Busch con Petri e Léopold Simoneau.
Nuovamente a Ginevra nel 1948 è Donna Elvira in Don Giovanni diretta da Böhm con Carla Castellani (cantante), la Güden, Stabile ed Emilio Renzi, nel 1949 è Euridice in Orfeo ed Euridice (Gluck), nel 1950 Mélisande in Pelléas et Mélisande (opera) diretta da Ansermet e nel 1963 Geneviève in Pelléas et Mélisande diretta da Ansermet.
Al Teatro San Carlo di Napoli nel 1949 è Maria in Wozzeck diretta da Böhm con Munteanu, Tito Gobbi e Petri e nel 1950 Fiordiligi in Così fan tutte diretta da Gui con Alda Noni, Munteanu e Stabile.
Al Royal Opera House, Covent Garden di Londra nel 1951 è Mimì ne La bohème diretta da Capuana e nel 1952 è la voce nella prima assoluta di Aucassin et Nicolette di Mario Castelnuovo-Tedesco al Teatro Comunale di Firenze e Vitellia ne La clemenza di Tito per le Radio Audizioni Italiane diretta da Previtali con Graziella Sciutti ed Agostino Lazzari.
Nel 1956 è Penelope Rich in Gloriana (opera) diretta da Josef Krips con Inge Borkh e Nell Rankin a Cincinnati e nel 1957 tiene un recital diretta da Luciano Rosada alla Piccola Scala.
Ancora a Firenze nel 1965 è Cherubino ne Le nozze di Figaro diretta da Gui con Gino Sinimberghi e nel 1966 Geneviève in Pelléas et Mélisande diretta da Charles Münch con Gérard Souzay.

## Discografia
- Debussy: Le Martyre De St. Sebastien (1954) - Suzanne Danco/Ernest Ansermet/Swiss Romande Orchestra/Marie Lise De Montmollin/Nancy Wough/ Union Chorale La Tour-de-Peilz, Naxos
- Honegger: Le Roi David - Choir De L Eglise Nationale Vaudoise/Marie-Lise de Montmollin/Michel Hamel/Stephane Audel/Ernest Ansermet/Suzanne Danco/ L'Orchestre de la Suisse Romande, 1970 Decca
- Mozart, Don Giovanni - Krips/Siepi/Corena/Della Casa, 1955 Decca
- Mozart, Nozze di Figaro - E. Kleiber/Gueden/Danco/Siepi, 1955 Decca
- Ravel: L'Enfant Et Les Sortileges (1954) - Suzanne Danco/Hugues Cuenod/Ernest Ansermet/Swiss Romande Orchestra/Lucien Lovano/Flore Wend/Marie Lise De Montmollin/Genevieve Touraine/Adrienne Migliette/Juliette Bise/Gisele Bobillier/Pierre Mollet/Geneva Motet Choir, Naxos